# Monasterio de Sázava

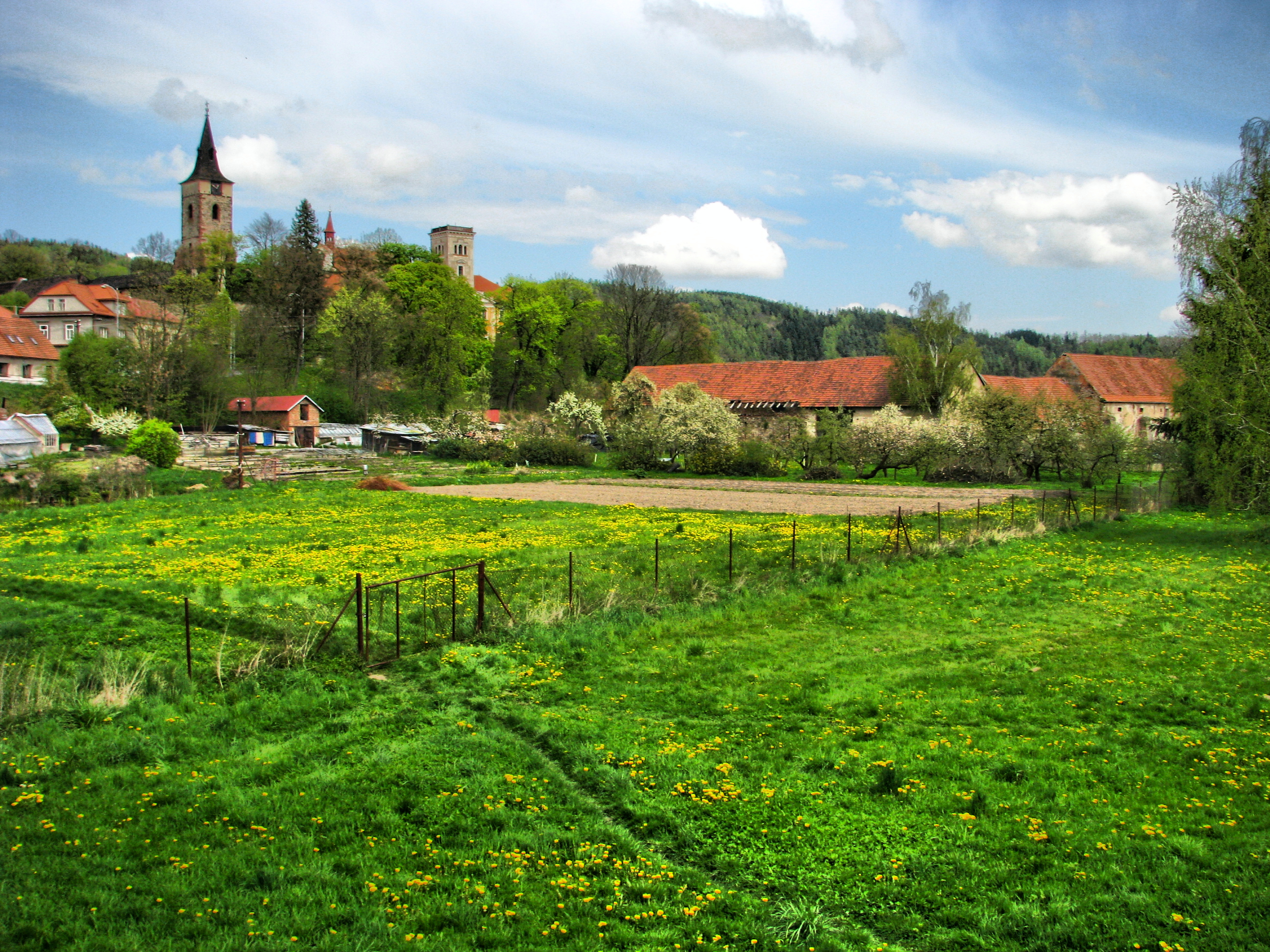
Vista del monasterio en primavera.

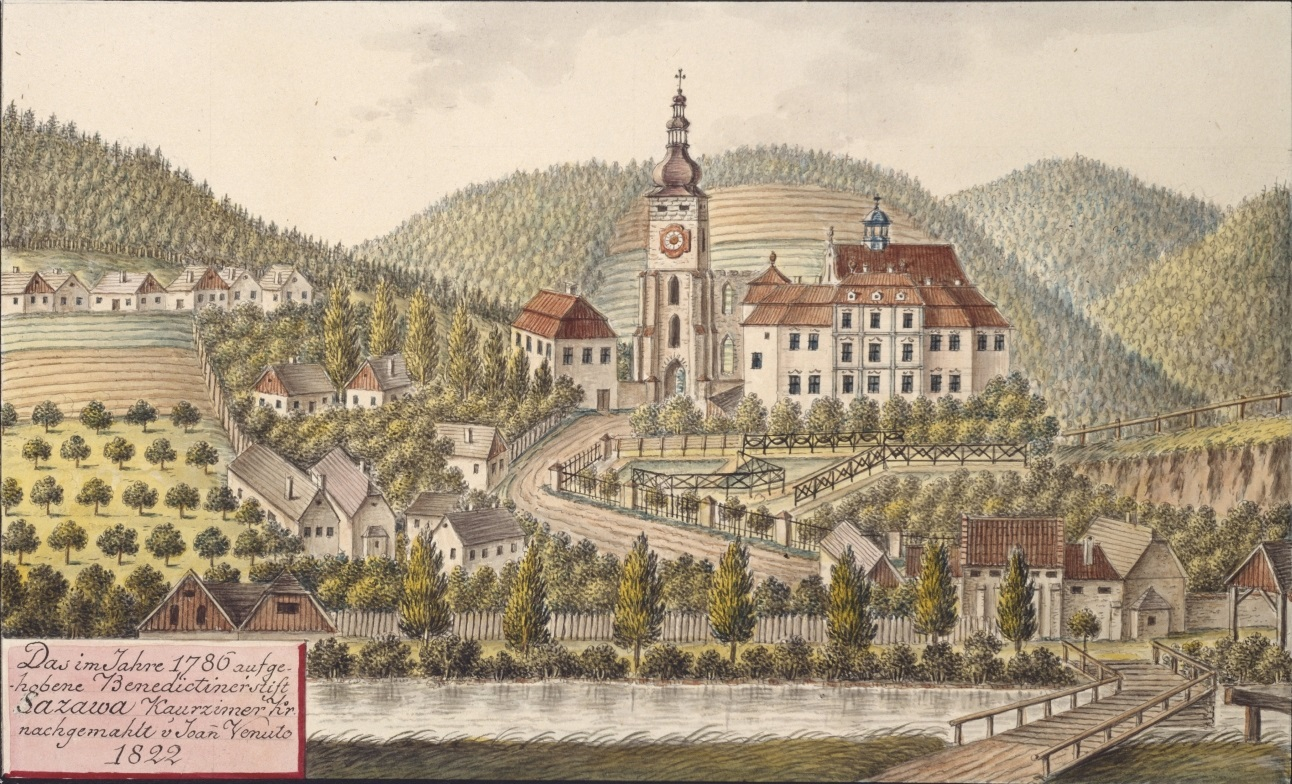
Representación del Monasterio en un dibujo de 1822.

El monasterio de Sázava es una antigua abadía benedictina y un monasterio de Bohemia Central, establecido por Bretislau I, duque de Bohemia alrededor del año 1032. Está situado en Sázava, una pequeña ciudad al sureste de Praga, en la margen derecha del río Sázava, afluente del Moldava.
El monasterio es notable por haber seguido la liturgia eslava en el siglo XI. Fue restablecido bajo el rito latino en 1097 hasta su destrucción en el año 1421, como consecuencia de las guerras husitas. Se restableció de nuevo como parte de la recatolización de Bohemia bajo el dominio de los Habsburgo en 1664. Fue disuelto finalmente en 1785.
Los edificios existentes datan principalmente del período barroco, con extensiones neorrenacentistas del siglo XIX y algunas estructuras restantes en estilo gótico de los siglos siglo XIII al siglo XIV, especialmente la basílica gótica de tres naves sin terminar.

## Historia
El monasterio se asentó sobre el sitio en el que se ubicaba la antigua ermita de San Procopio de Sázava (fallecido en 1052), un ermitaño checo canonizado en 1204 por Inocencio III. Procopio atrajo a una comunidad de ermitaños que formó la base del propio monasterio. Era uno de los monasterios más antiguos fundados en el Ducado de Bohemia, establecido unos cuarenta años después del de Břevnov.
En 1056, el duque Spytihněv II expulsó a los monjes de la abadía, que encontraron refugio en Hungría hasta el año 1061, cuando Bratislao II de Bohemia, sucesor de Spytihněv II, les devolvió la abadía. Inusualmente para una estancia benedictina, Sázava fue un importante centro de liturgia eslava hasta 1096. La primera iglesia de piedra, consagrada a la Santa Cruz, fue construida en 1070. Sus ruinas han sido excavadas y en la actualidad son visibles en el jardín norte del monasterio.
En diciembre de 1096, los monjes fueron expulsados por segunda vez, esta vez por el valedor Bratislao II, marcando el final del rito eslavo en Bohemio. Los benedictinos eslavos fueron reemplazados por benedictinos latinos llegados del monasterio de Břevnov, dirigidos por el abad Dědhard. En el siglo XII, se completó la basílica románica y los edificios del monasterio. Una crónica del siglo XII registra la historia del monasterio hasta el año 1177.
Entre los siglos siglo XIII y siglo XIV, la basílica románica se transformó en una basílica de estilo gótico, concebida como una monumental estructura de tres naves, que sin embargo permaneció inacabada. Los edificios del monasterio también fueron reconstruidos en ese estilo. La Virgen de Sázava es un notable fresco del siglo XIV en la sala capitular, que representa inusualmente a María, la madre de Jesús caminando junto a un niño Jesús de unos cinco años.
Sázava fue saqueada por tropas husitas en 1421 y los monjes fueron expulsados, lo que interrumpió la actividad de construcción. Durante los dos siglos siguientes, el monasterio tuvo propietarios seculares y cayó en decadencia. En 1664, el monasterio fue nuevamente revivido, comprado por Seifert, abad de los monasterios de Břevnov y Broumov. Los edificios ruinosos fueron reconstruidos en estilo barroco por el arquitecto Vít Václav Kaňka.
Un incendio en 1746 dañó los edificios barrocos, que fueron restaurados por el arquitecto Kilián Ignác Dientzenhofer en un estilo rococó. Se conservan el altar con una pintura de la Asunción de María de Jan Petr Molitor y frescos de este período. El monasterio finalmente se cerró por decreto del emperador José II en 1785.
El dominio del monasterio cayó de nuevo en manos de los propietarios seculares desde 1809, primero a Wilhelm Tiegel de Lindenkrone, que usó el claustro como castillo, mientras que la basílica se mantuvo en funcionamiento como una iglesia parroquial. El dominio fue vendido a Johann Friedrich Neuberg en 1869, quien encargó el trabajo de reconstrucción en estilo neorrenacentista. El dominio y el castillo fueron vendidos a Friedrich Schwarz en 1876. Parte del dominio fue vendido a monjes benedictinos del monasterio de Emaús en 1932, con la intención de restablecer el monasterio en Sázava. El monje benedictino y sacerdote Method Klement se mudó de Emaús a Sázava en 1940 y comenzó los trabajos preparatorios, pero el plan fue interrumpido por el estallido de la Segunda Guerra Mundial y el posterior régimen comunista. El área fue administrada por el Comité Nacional de Cultura de Checoslovaquia desde 1951. En 1962, el área se convirtió en Patrimonio Cultural Nacional, administrada por el Instituto Nacional del Patrimonio. Las excavaciones arqueológicas se llevaron a cabo durante los años 1960 a 1990. 
Como parte de la reprivatización posterior al establecimiento de la República Checa, la propiedad fue restaurada a Marie Hayessová, como heredera de la familia Schwarz en 2003. La propiedad fue vendida al Estado en 2006. Bajo la ley de 2013 sobre la restitución de la iglesia, partes del dominio fue devuelto a la parroquia católica de Černé Budy (Sázava) y parte al monasterio de Emaús.